# (15947) Milligan
(15947) Milligan est un astéroïde de la ceinture principale.

## Description
(15947) Milligan est un astéroïde de la ceinture principale. Il fut découvert le 2 janvier 1998 à Reedy Creek par John Broughton. Il présente une orbite caractérisée par un demi-grand axe de 2,52 UA, une excentricité de 0,16 et une inclinaison de 4,9° par rapport à l'écliptique.

## Compléments